# Karl Friedrich Hieronymus von Münchhausen
Karl Friedrich Hieronymus svobodný pán von Münchhausen (11. května 1720 – 22. února 1797, známý též jako baron Münchhausen, Lügenbaron, či baron Prášil) byl německý baron, voják a cestovatel.
Narodil se v Bodenwerderu a jako mladík byl poslán, aby sloužil jako páže u vévody Antona Ulricha II. Brunšvického. Později vstoupil do ruské armády, v níž sloužil až do roku 1750 a v jejíchž řadách se zúčastnil dvou bitev proti osmanským Turkům. Po návratu domů Münchhausen údajně vyprávěl množství vymyšlených historek o svých neuvěřitelných dobrodružstvích. Zemřel ve svém rodišti Bodenwerderu. V tomto městečku je i jeho muzeum a množství soch připomínajících některou z neuvěřitelných příhod.
Podle historek, tak jak je ostatní vyposlechli, patřily mezi baronovy neuvěřitelné výkony let na dělové kouli, cestování na Měsíc a uniknutí z bažin tím, že se sám vytáhl za vlasy (nebo za štruple; záleží na interpretaci).
Po baronu Münchhausenovi je pojmenována psychická porucha známá jako Münchhausenův syndrom.